# アンドレアス・オグリス
アンドレアス・オグリス（Andreas Ogris、1964年10月7日 - ）は、オーストリア・ウィーン出身の元同国代表サッカー選手、サッカー指導者。ポジションはフォワード。
実弟のエルンスト・オグリスもヘルタ・ベルリンなどに在籍した元オーストリア代表サッカー選手。

## クラブ経歴
オグリスは1993年から1997年までFKアウストリア・ウィーンに在籍し、スペイン1部のRCDエスパニョールやLASKリンツにも短期間在籍した。1998年に指導者へと転身する前、FCアドミラ・ヴァッカー・メードリングにて現役を引退した。

## 代表経歴
1983年、FIFAワールドユース選手権に出場した。
同年、アルバニア代表との親善試合でオーストリア代表デビューを果たし、1990 FIFAワールドカップにも参加した。オーストリア代表として通算63試合に出場して11ゴールを挙げた。代表最後の出場となったのは1997 FIFAワールドカップ予選のスコットランド戦で、フランツ・アイクナーとの途中交代だった。

## 指導者経歴
2014年2月21日、2014-15シーズン終了までの契約でFKアウストリア・ウィーンBの監督に就任した。しかし、当時トップチームの監督だったハーバート・ガイガーが解任されると、入れ替わる形でオグリスがトップチームの監督になった。

## タイトル
- オーストリア・サッカー・ブンデスリーガ : 5回
  - 1984, 1985, 1991, 1992, 1993
- オーストリア・カップ : 3回
  - 1990, 1992, 1994
- オーストリア年間最優秀選手 : 1回
  - 1990